# Эстонцы на Украине
Эстонцы на Украине (эст. Eestlased Ukrainas, укр. Естонці в Україні) — национальное меньшинство этнических эстонцев, которые проживают на Украине, составная часть эстонской диаспоры. Первые эстонские поселения появились на территории современной Украины в 1860-х годах. Согласно Всеукраинской переписи населения 2001 года на Украине проживали 2868 эстонцев, большинство — в Крыму.

## История

### Конец XIX — начало XX века
Первые поселения эстонцев на территории Украины появились в Крыму в 1860-х годах и были основаны последователями Юхана Лейнберга («пророка Малтсвета»), главы нового течения лютеранства. Первые эстонцы-переселенцы прибыли в Перекоп в мае 1861 года. Тогда для эстонцев в Симферопольском, Евпаторийском, Перекопском и Феодосийском уездах Таврической губернии правительство Российской империи выделило 36 тысяч десятин земли в 40 селах, в том числе в Джурчи (нине пгт Первомайское), Замрук (ныне село Береговое), Бурлюк (ныне село Вилино, оба Бахчисарайского района), Актачи-Кият (ныне село Белоглинка Симферопольского района), Кият-Орка (ныне село Упорное Первомайского района). В селе Замрук в первые месяцы после прибытия переселенцев была открыта школа, в которую пригласили учителя из Эстонии. Также был возведён молитвенный дом и танцевальная площадка.
В конце XIX — начале XX века эстонцы, проживавшие в сёлах Крыма, начали выезжать на заработки в Симферополь, Севастополь, Феодосию и Ялту.
Согласно переписи населения 1897 года, на территории Украины (без учёта Галичины, Буковины и Закарпатской Украины) проживало 2227 эстонцев, из них 1887 человек — в сельской местности (69,2 %). Больше всего эстонцев (2210 человек) проживало в Таврической губернии, по роду занятий их распределение здесь было таким: земледелие — 1482 человека, армейская служба — 140, частное обслуживание — 123, изготовление одежды — 44 человека. По другим данным, в украинских губерниях по переписи 1897 года проживали 2747 эстонцев, из них 2210 человек — в Таврической губернии, 303 человека — в Херсонской, 71 человек — в Екатеринославской.

### После Первой мировой войны
Во время событий 1917—1921 годов эстонцы воевали на территории Украины в армиях разных сторон, в том числе в Галицкой армии и как красные эстонские стрелки в большевистских военных отрядах. Согласно переписи населения Киева 16 марта 1919 года в городе проживали 368 эстонцев (0,06 %). После Первой мировой войны и гражданской войны на Украине 1917—1921 годов численность эстонского населения на территории Украины выросла прежде всего вследствие миграций военной и рабочей силы. В то же время в занятой Польшей Западной Украине число эстонцев было незначительным — по переписи Польши 1921 года в четырёх западноукраинских губерниях проживали лишь 22 эстонца, почти все — в Волынской губернии (18 человек).
В 1920 году была создана Эстонская секция (отдел) агитации и пропаганды при ЦК КП(б). Существовала подобная компартийная секция также в Одессе. В Харькове работал эстонский комитет, который строил свою деятельность на основе национально-патриотической идеи. В имении Алексеевка, расположенном за 6 вёрст от Харькова, было основано эстонское «коммунистическое хозяйство». На эстонском языке издавался еженедельник «Новый лад». 

### Во времена СССР
В 1924/25 учебном году в Крыму (тогда — территория РСФСР) работали 5 эстонских школ первой ступени (начальных), в которых обучался 131 ученик. Обучение велось на эстонском языке. Согласно переписи СССР 1926 года на территории УССР проживали 2011 эстонцев, из них 1127 мужчин (56,04 %) и 884 женщины (43,96 %); 1502 человека (74,69 %) проживали в городских поселениях, 509 человек (25,31 %) — в сельских. В 1930 году в Крыму в местах компактного проживания эстонцев были созданы национальные сельсоветы: в Симферопольском районе — 2, Джанкойском — 1. В 1930-х годах многих эстонцев репрессировали органы НКВД по обвинениям в контрреволюционных заговорах. Согласно переписи СССР 1939 года в УССР проживали 2882 эстонца, из них в городских поселениях — 1544 человека (53,57 %), в сельских — 1338 человек (46,43 %); больше всего в Киевской области и Киеве — 441 человек.
По переписи СССР 1959 года число эстонцев в УССР выросло и составило 4181 человек, что было связано с вхождением в состав республики Крымской области. Между переписями населения 1959 и 1989 годов численность эстонцев на Украине существенно не изменилась. При этом они были дисперсно расселены по Украине (едва ли не единственное исключение — компактное проживание эстонцев в селе Краснодарка Красногвардейского района Крымской области, ныне Республика Крым). В городах проживало (1970, 1979 и 1989) соответственно 3729, 3414 и 3452 человека (81,6 %, 83,0 % и 82,2 % украинцев эстонского происхождения).
Согласно переписи УССР 1989 года численность эстонцев составила 4208 человек, из них 1293 человека (30,73 %) указали своим родным языком эстонский, 2755 человек (65,47 %) — русский, 117 человек (2,78 %) — украинский, 22 человека (0,52 %) — татарский, 21 человек (0,5 %) — другие. По переписи 1989 года из 4208 эстонцев было 2269 женщин (53,92 %) и 1939 мужчин (46,08 %); 3452 человека (82,03 %) проживали в городских поселениях, 756 человек (17,97 %) — в сельской местности.
Численность эстонцев на Украине по данным Всесоюзных переписей населения СССР:
| Год  | 1926  | 1939    | 1959    | 1970    | 1979    | 1989    |
| ---- | ----- | ------- | ------- | ------- | ------- | ------- |
| Чел. | 1 127 | ↗ 2 882 | ↗ 4 181 | ↗ 4 571 | ↘ 4 111 | ↗ 4 208 |

### В независимой Украине
В 1994 году в Киеве основано Украинское эстонское общество, ячейки которого появились также в Харькове, Одессе и Львове. Эстонское землячество издаёт газету «Krimmi eestlased».
Согласно Всеукраинской переписи населения 2001 года на Украине проживало 2868 эстонцев (0,005 % населения государства), больше всего — в Автономной Республике Крым и Севастополе, где присутствовало 674 эстонца (23,5 % всех эстонцев Украины). По переписи 2001 года указали эстонский язык родным 416 эстонцев Украины (14,5 %), русский — 2107 человек (73,47 %), украинский — 321 человек (11,19 %), другие — 13 человек (0,45 %). Распределение численности эстонцев по регионам Украины по переписи 2001 года:
| Регион                     | Число, человек | % всех эстонцев Украины |
| -------------------------- | -------------- | ----------------------- |
| Автономная Республика Крым | 612            | 21,34 %                 |
| Винницкая область          | 30             | 1,05 %                  |
| Волынская область          | 22             | 0,77 %                  |
| Днепропетровская область   | 198            | 6,9 %                   |
| Донецкая область           | 374            | 13,04 %                 |
| Житомирская область        | 49             | 1,7 %                   |
| Закарпатская область       | 36             | 1,26 %                  |
| Запорожская область        | 138            | 4,81 %                  |
| Ивано-Франковская область  | 17             | 0,59 %                  |
| Киевская область           | 66             | 2,3 %                   |
| Кировоградская область     | 41             | 1,43 %                  |
| Луганская область          | 154            | 5,37 %                  |
| Львовская область          | 77             | 2,68 %                  |
| Николаевская область       | 89             | 3,1 %                   |
| Одесская область           | 160            | 5,58 %                  |
| Полтавская область         | 78             | 2,72 %                  |
| Ровненская область         | 20             | 0,7 %                   |
| Сумская область            | 28             | 0,98 %                  |
| Тернопольская область      | 20             | 0,7 %                   |
| Харьковская область        | 215            | 7,5 %                   |
| Херсонская область         | 56             | 1,95 %                  |
| Хмельницкая область        | 23             | 0,8 %                   |
| Черкасская область         | 71             | 2,48 %                  |
| Черновецкая область        | 17             | 0,59 %                  |
| Черниговская область       | 21             | 0,73 %                  |
| Киев                       | 194            | 6,76 %                  |
| Севастополь                | 62             | 2,16 %                  |
| Украина                    | 2868           | 100 %                   |

По переписи населения 2014 года, проведённой российской властью, в Крыму проживали 308 эстонцев (на 49,7 % меньше в сравнении с переписью 2001 года).

## Общественные и государственные деятели Украины — эстонцы по национальности

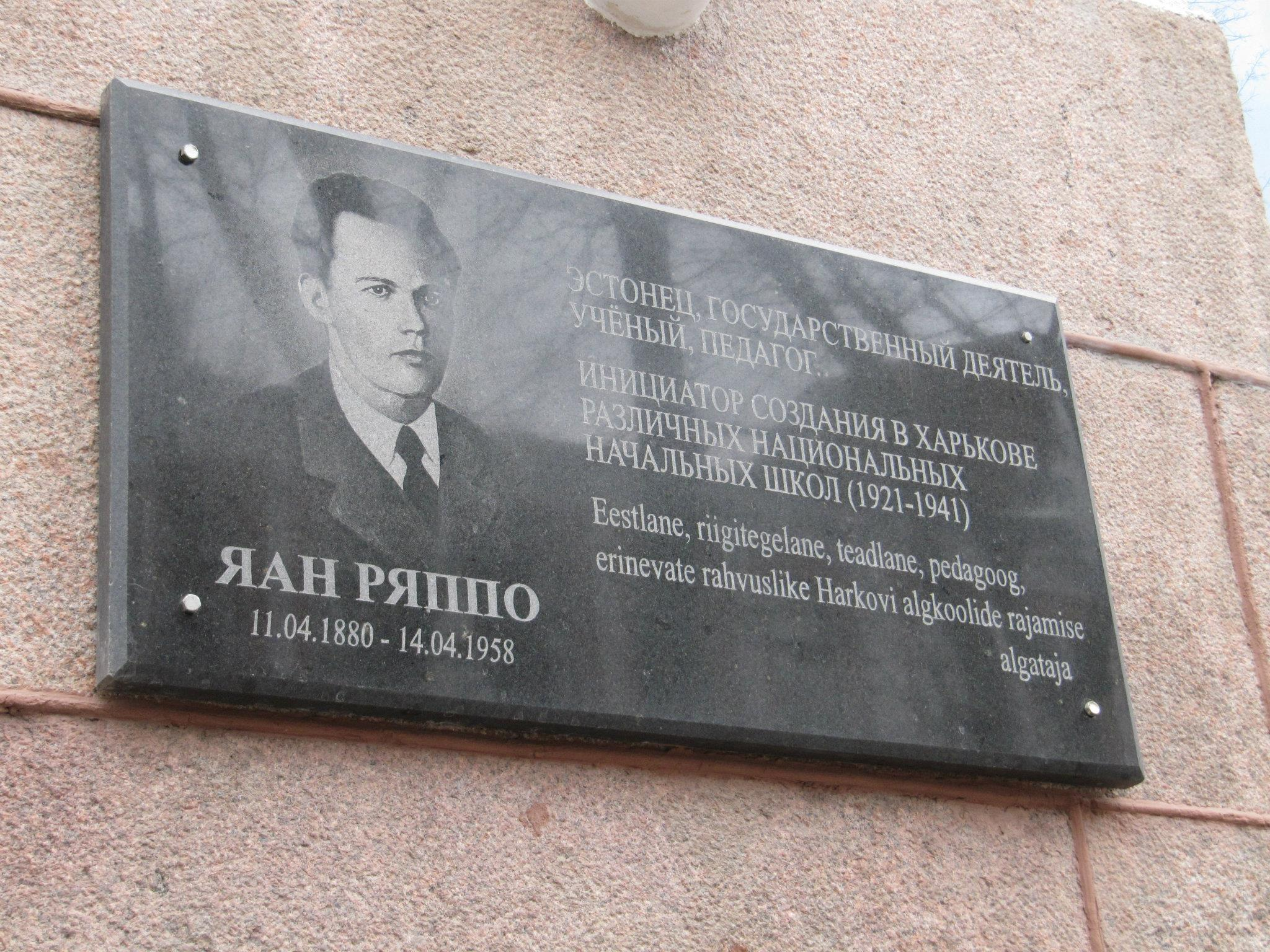
Мемориальная доска Яну Ряппо на фасаде Харьковского национального педагогического университета

- Яника Мерило[укр.] (род. 1979), общественный деятель, ІТ-специалист, госслужащая на Украине.
- Ян Ряппо[укр.] (1880—1958), советский государственный деятель, педагог, соавтор системы народного образования Украинской ССР, народный комиссар лёгкой промышленности УССР.

## Известные лица эстонского происхождения на Украине
- Николай Азаров (род. 1947), украинский политический и государственный деятель, премьер-министр Украины.
- Сергей Евский (?—?), военный-лётчик Украинской державы и Галицкой армии, сотник[25][2].

## Эстонцы, связанные с Украиной
- Амандус Хейнрих Адамсон (1855—1929), эстонский скульптор и художник. В 1905 году в Севастополе был открыт Памятник затопленным кораблям, в котором скульптурные работы были выполнены Амандусом Адамсоном; в Мисхоре установлены его скульптуры «Девушка Арзы и Али-Баба» и «Русалка».
- Эдуард Вильде (1865—1933), эстонский писатель и драматург[2]. В 1904 году посетил село Замрук с целью сбора материалов о жизни эстонских переселенцев в Крыму. Описал движение малтсветианцев в своём романе «Пророк Малтсвет», основанных на письмах, записях и интервью крымских эстонцев.
- Юхан Лейнберг («пророк Малтсвет», 1812—1885), основатель собственной религиозной секты (Движение малтсветианцев) в Эстонии. Весной 1862 года 700 малтсветианцев прибыли из Эстонии в Крым[26].